# Уотлинг, Рой
Рой Уотлинг — шотландский миколог, автор описания многочисленных новых таксонов и работ по систематике грибов.
Работал руководителем отдела микологии и патологии растений в Королевском ботаническом саду Эдинбурга. В 1984—1986 годах президент Ботанического общества Шотландии. В 1998 году награждён медалью Патрика Нейла за вклад в микологию, особенно в подготовку любителей и студентов из развивающихся стран. Почётный член немецких и американских микологических обществ и Североамериканской микологической ассоциации, член-корреспондент Нидерландского микологического общества.
В честь Роя Уотлинга названы виды грибов: Amanita watlingii, Conocybe watlingii, Ramaria watlingii.